# Demografía de Mauritania

## Perfil demográfico
Con una tasa de fecundidad total sostenida de unos 4 hijos por mujer y casi el 60 % de la población menor de 25años, es probable que la población de Mauritania siga creciendo en un futuro próximo. La gran cohorte de jóvenes de Mauritania es vital para sus perspectivas de desarrollo, pero la escolarización disponible no prepara adecuadamente a los estudiantes para el trabajo. Las niñas siguen estando poco representadas en las aulas, la calidad de la enseñanza sigue siendo escasa y la tasa de abandono escolar es elevada. La tasa de alfabetización sólo ronda el 50 %, aunque el acceso a la educación primaria ha mejorado desde mediados de la década de 2000. El acceso restringido de las mujeres a la educación y las leyes discriminatorias mantienen la desigualdad de género, agravada por los matrimonios precoces y forzados y la ablación de los genitales femeninos.
La negación de la educación a los moros negros también contribuye a perpetuar la esclavitud. Aunque Mauritania abolió la esclavitud en 1981 (el último país del mundo en hacerlo) y la convirtió en un delito penal en 2007, la práctica milenaria persiste en gran medida porque las leyes contra la esclavitud rara vez se aplican y la costumbre está muy arraigada.  Según un informe de una organización no gubernamental de 2018, algo más del 2 % de la población de Mauritania está esclavizada, lo que incluye a personas sometidas a trabajos forzados y a matrimonios forzados, aunque muchos miles de individuos que son legalmente libres se enfrentan a la discriminación, a la escasa educación y a la falta de documentos de identidad y, por tanto, viven en una esclavitud de facto.  La ONU y la prensa internacional han afirmado que hasta el 20 % de la población de Mauritania está esclavizada, lo que supondría la tasa más alta del mundo.
La sequía, la pobreza y el desempleo han impulsado la emigración de Mauritania desde la década de 1970. Los primeros flujos se dirigieron hacia otros países de África Occidental, como Senegal, Malí, Costa de Marfil y Gambia. El conflicto entre Mauritania y Senegal de 1989 obligó a miles de mauritanos negros a refugiarse en Senegal y empujó a los emigrantes laborales hacia el Golfo, Libia y Europa a finales de los 80 y principios de los 90. Mauritania ha aceptado migrantes de los países vecinos para cubrir la escasez de mano de obra desde su independencia en 1960 y, más recientemente, ha recibido refugiados que escapan de las guerras civiles, entre ellos decenas de miles de tuaregs que huyeron de Malí en 2012.
Mauritania era un importante punto de tránsito para los migrantes subsaharianos que se desplazaban ilegalmente al norte de África y a Europa. A mediados de la década de 2000, a medida que aumentaban las patrullas fronterizas en el Estrecho de Gibraltar, se incrementaba la seguridad en torno a los enclaves norteafricanos de España (Ceuta y Melilla) y se intensificaban los controles fronterizos marroquíes, los flujos migratorios ilegales se desplazaron desde el Mediterráneo occidental hacia las Islas Canarias de España. En 2006, los puntos de partida se desplazaron hacia el sur a lo largo de la costa de África Occidental, desde Marruecos y luego el Sáhara Occidental hasta los dos puertos clave de Mauritania (Nuadibú y la capital, Nuakchot), y la migración ilegal hacia Canarias alcanzó un máximo de casi 32 000 personas. Las cifras disminuyeron drásticamente en los años siguientes debido a las patrullas conjuntas en la costa de África Occidental por parte de Frontex (la agencia de protección de fronteras de la UE), España, Mauritania y Senegal; la ampliación del sistema de vigilancia de fronteras de España; y la recesión económica europea de 2008.

## Estadísticas demográficas de Mauritania
Según la revisión de 2019 de World Population Prospects, la población total de Mauritania era de 4 403 313 personas en 2018, en comparación con solo 657 000 ciudadanos en 1950. La proporción de niños menores de 15 años en 2010 era 39,9 %, 57,4 % tenía entre 15 y 65 años, mientras que el 2,7  tenía 65 años o más.

## Evolución en los últimos años

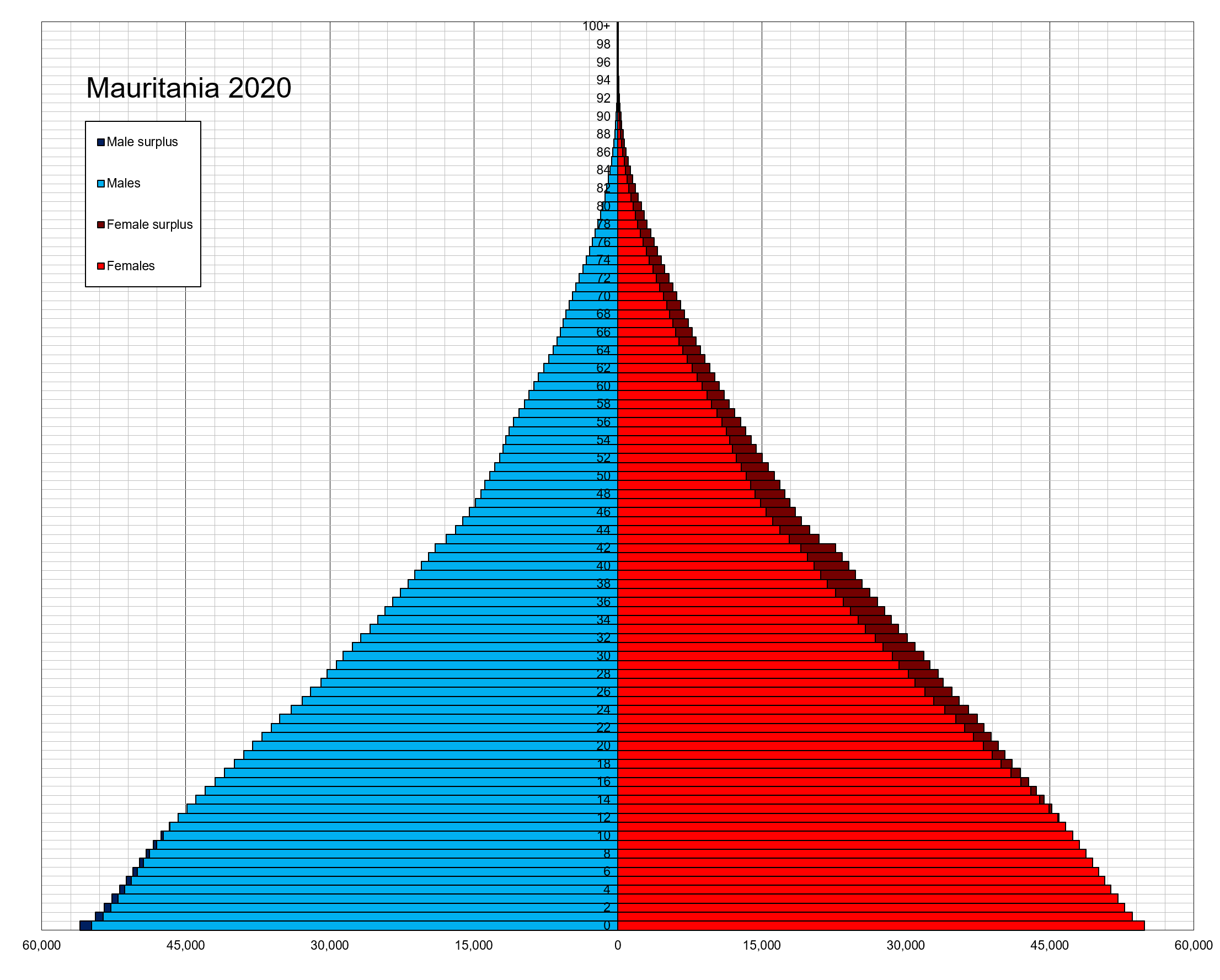
Pirámide de población de Mauritania en 2020.

Crecimiento demográfico de Mauritania (1950-2020).

|      | Población total (x 1000) | Población de 0 a 14 años (%) | Población de 15 a 64 años (%) | Población de 65+ años (%) |
| ---- | ------------------------ | ---------------------------- | ----------------------------- | ------------------------- |
| 1950 | 657                      | 43.8                         | 54.8                          | 1.4                       |
| 1955 | 744                      | 43.6                         | 54.7                          | 1.6                       |
| 1960 | 854                      | 44.3                         | 53.8                          | 1.8                       |
| 1965 | 984                      | 45.2                         | 52.8                          | 2.0                       |
| 1970 | 1 134                    | 45.8                         | 52.1                          | 2.2                       |
| 1975 | 1 312                    | 45.8                         | 51.9                          | 2.3                       |
| 1980 | 1 518                    | 45.6                         | 51.9                          | 2.4                       |
| 1985 | 1 748                    | 45.3                         | 52.2                          | 2.5                       |
| 1990 | 1 996                    | 44.9                         | 52.5                          | 2.6                       |
| 1995 | 2 292                    | 44.0                         | 53.4                          | 2.7                       |
| 2000 | 2 643                    | 42.7                         | 54.6                          | 2.7                       |
| 2005 | 3 047                    | 41.2                         | 56.1                          | 2.7                       |
| 2010 | 3 460                    | 39.9                         | 57.4                          | 2.7                       |

## Esperanza de vida
| Periodo   | Esperanza de vida en Años |
| --------- | ------------------------- |
| 1950–1955 | 41.72                     |
| 1955–1960 | 45.19                     |
| 1960–1965 | 47.93                     |
| 1965–1970 | 50.28                     |
| 1970–1975 | 52.73                     |
| 1975–1980 | 55.76                     |
| 1980–1985 | 57.77                     |
| 1985–1990 | 58.89                     |
| 1990–1995 | 59.84                     |
| 1995–2000 | 60.27                     |
| 2000–2005 | 61.32                     |
| 2005–2010 | 62.64                     |
| 2010–2015 | 63.43                     |